# Castelnovo ne' Monti
Pour les articles homonymes, voir Monti.

Castelnovo ne' Monti (Castalnöv en dialecte local) est une commune de la province de Reggio d'Émilie dans l'Émilie-Romagne en Italie.

## Géographie
Situé dans l'Apennin reggiano à une altitude variant de 351 à 1 047 mètres (1 047 m au sommet de la Pietra di Bismantove et 700 m devant la mairie), le centre de Castelnovo ne' Monti s’étend aux pieds de la Pietra di Bismantova, à cheval sur les vallées du Secchia et de l'Enza. Le chef-lieu se situe à 44 km au sud de Reggio d'Émilie, dans une cuvette fermée par trois collines couvertes de conifères : mont Castello, mont Forco et mont Bagnolo.

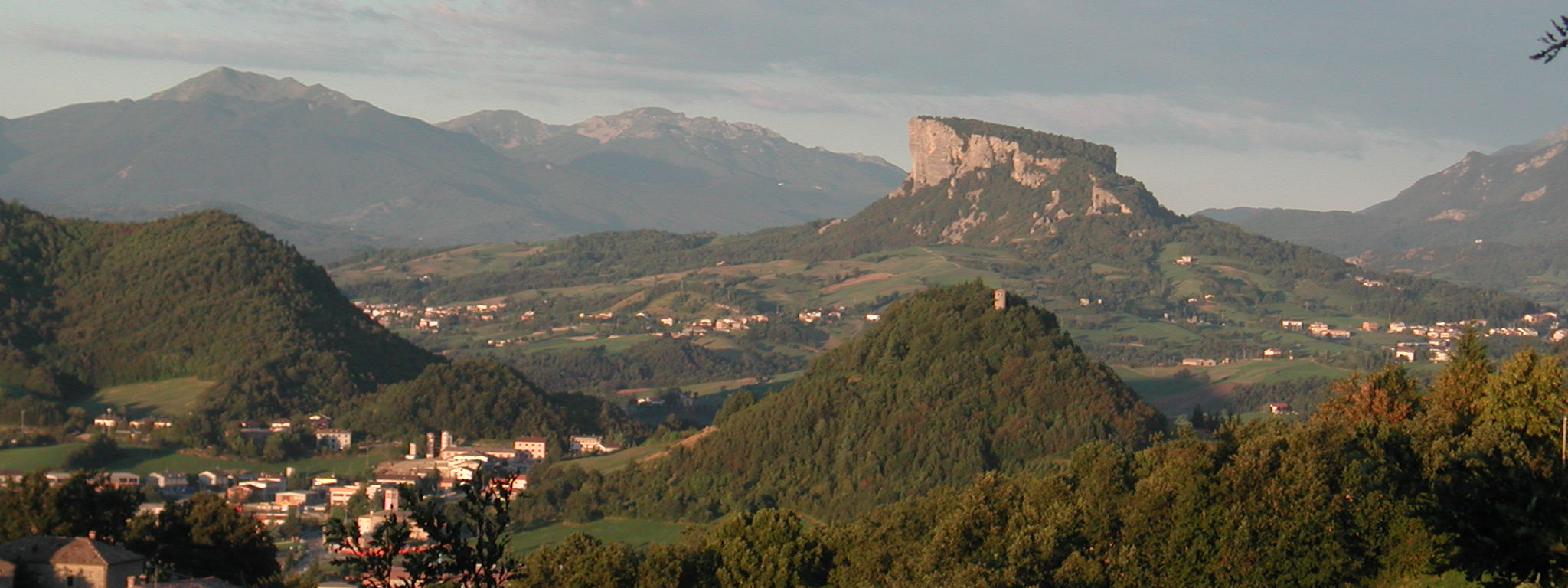
Vue sur la commune et les collines sur un fond de la chaine du Cusna

La commune fait confins avec Canossa et Casina au nord, Carpineti à l’est, Villa Minozzo et Busana au sud, Ramiseto et Vetto à l’ouest.
La cité est traversée par la route nationale SS63 qui descend de Reggio, traverse les Apennins pour finir au port de La Spezia (à 83 km en Ligurie) sur la Méditerranée, sans oublier la SS513 du val d'Enza. 
Grandes villes voisines :
- Bologne 75 km
- Milan 149 km
- Modène 66 km
- La Spezia 83 km

- Selon la classification sismique en Italie, la commune est en zone 2, sismicité moyenne.
- la commune est comprise dans le parc national de l'Apennin tosco-émilien

## Histoire

### Préhistoire
Le territoire sur le flanc de la Pietra di Bismantova fut habité par l’homme depuis le néolithique, selon les découvertes archéologiques effectuées depuis le XIXe siècle. En 1973, la mise à jour d’une nécropole témoigne de la présence humaine au XIe siècle av. J.-C. et dont les tombes les plus récentes datent des VIe et Ve siècles av. J.-C..
Les traces d’installations datent de l’âge du fer et témoignent d’une civilisation évoluée, caractérisée par une économie agricole et une adaptation à la fabrication d’objets en métal (vases de terre cuite, objets de bronze, etc. exposés au musée civique de Reggio d’Emilie.  

### Antiquité
La civilisation villanovienne disparue, la Pietra di Bismantova fut utilisée comme fortification naturelle à la population des Ligures et ensuite aux Étrusques.

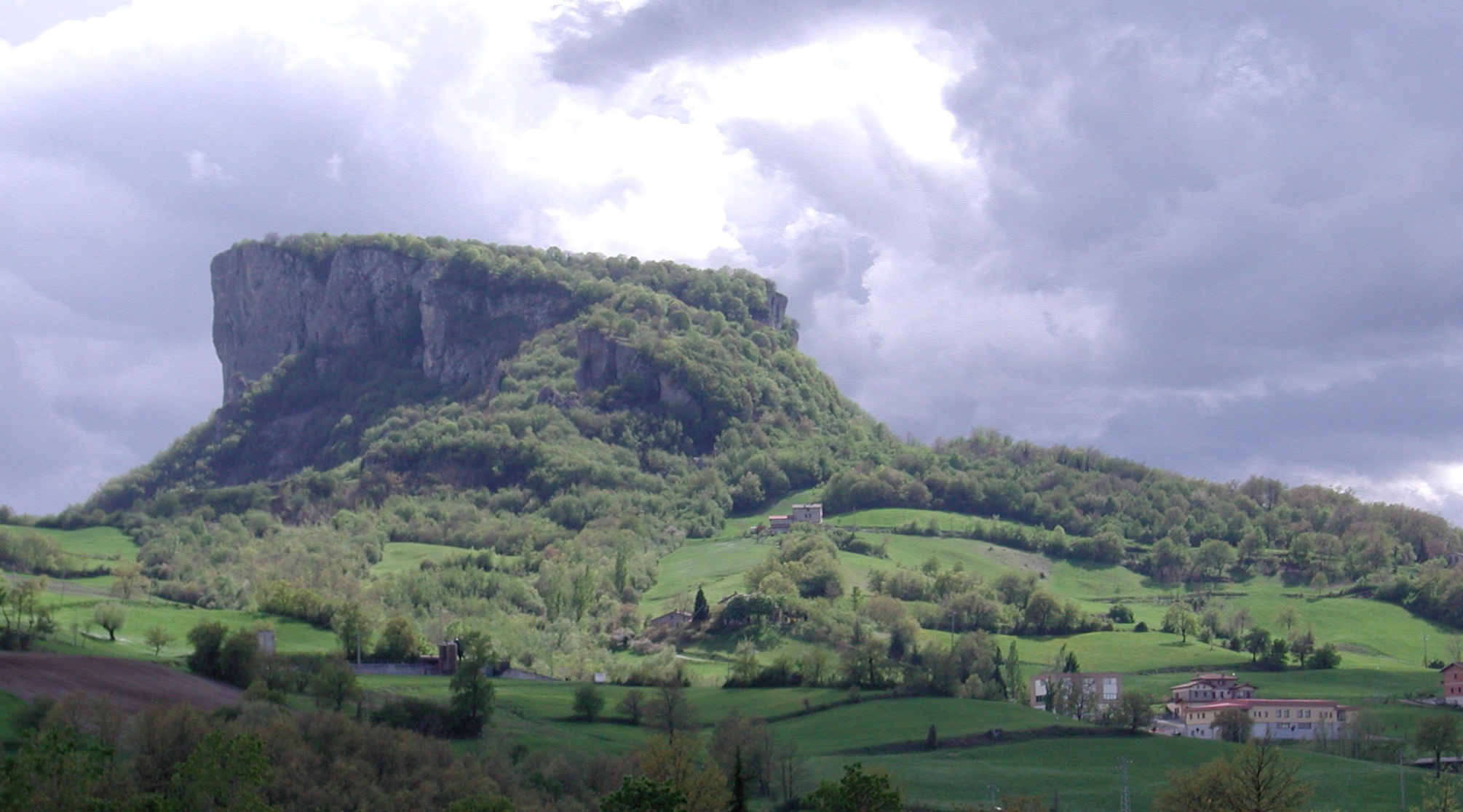
le plateau supérieur de la Pietra fut utilisé comme forteresse naturelle pendant 18 siècles

La région fit partie de l'Etrurie cisalpine jusqu’au retrait des Etrusques en Toscane.
L’historien Tite-Live affirma qu’en 176 av. J.-C., dans une localité nommée "Suismontium", serait advenue l’accrochage décisif entre Romains et Ligures qui mit fin à 80 années de luttes sanguinaires. Guerres qui avaient pour but d’ouvrir une viabilisation trans-apennienne entre Reggio et Luni, les deux cités fondées par le général Marcus Aemilius Lepidus (vainqueur des Ligures), passant par  Bismantova. La zone restera possession de Rome pendant 700 ans.

### Moyen Âge
À la chute de l’Empire romain, le territoire passa aux mains des envahisseurs Ostrogoths jusqu’à la fin de la guerre des Goths (535-553), puis reconquis par l’armée byzantine. Celle-ci utilisa les localités de Felina et Bismantova, comme lieu de commerce et point d’observation des vallées apenniennes sur la route du  col de Cerreto.
Avec l’invasion des Lombards, la zone devint terre de confins et sur le plateau de la Pietra di Bismantova, fut édifié un certain "Kastron Bismanto" (mentionné dans la chronique de Giorgio di Cipro au VIIe siècle) ou "Castrum Bizantium" (cité dans la chronique de Giona di Susa au VIIe siècle), que les Byzantins inséreront dans le système défensif de la frontière. Bismantova est décrit comme une étape sur une des plus importantes voies romaine de l’ère byzantino-lombarde.
En 781, Charlemagne, vainqueur des Lombards, assigna "Bismantuam" au comté de Parme qui érigea un château au sommet et le confia à un gastald (fonctionnaire responsable).
En 962, le "Bismantuam" passa au comté de Reggio qui le confia au marquis Adalbert Atto, marquis de Toscane et comte de Canossa.

0 l’aube de sa mort, Mathilde de Canossa consigne le château à l’église

La naissance du bourg de Castelnovo est datable entre 1014 et 1022, quand il fut identifié par la "Cour de Villola" et composé de "château, marché et trois chapelles" dont l’empereur Frédéric II se fit protecteur sur demande de Teuzone, évêque de Reggio. 
En 1062, les Canossa firent édifier une nouvelle fortification, le "Castrum Novus" à Castelnuovo pour opposition au "Castrum Vetus" tombé aux mains des Dallo de Garfagnana. Sa construction s’acheva en 1110 et fut donné par Mathilde de Canossa au monastère de S. Apollinaire de Canossa qui le garda jusqu’en 1156.

### Époque moderne et contemporaine
En 1651, le fief passa aux Malvasia jusqu’en 1664, pour ensuite dépendre directement d’un podestat de la Chambre ducale. En 1719, il sera confié à Lucques avec les localités de Vologno et Bondolo.
Après les deux parenthèses de gouvernance française, Castelnuovo fut nommé chef-lieu de canton et ensuite, sous la Restauration, comme commune élargie de la localité de Felina au col de Cerreto et comprenait les actuelles communes de Vetto, Ramiseto, Busana, et Collagna.

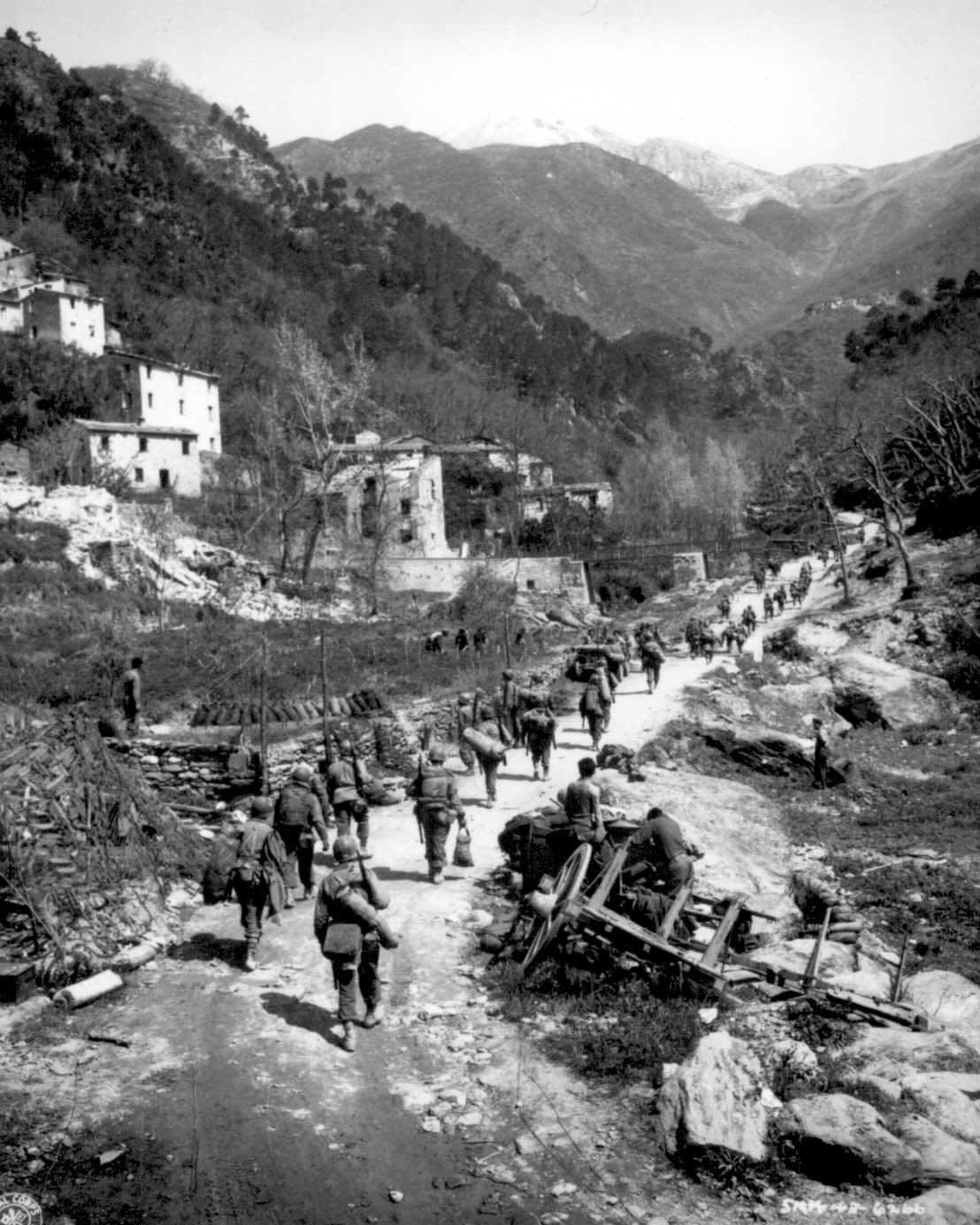
1945, les soldats américains sur l’Apennin reggiano

L'administration mixte autrichienne et Este modernisa le pays en construisant le centre administratif à Bagnolo in Piano, le dotant d’un nouveau siège municipal, avec les bureaux de la finances, avec des casernes et avec un palais ducal construit entre 1826 et 1831.

En 1859, avec l’Unité de l’Italie, Castelnovo devient commune en englobant les localités de Felina et Gombio, augmentant ainsi la superficie communale et le nombre d’habitants.
L’après-guerre vit le dépeuplement des campagnes et le départ des familles vers les centres industriels de la plaine.

## Monuments et lieux d’intérêt
- la Pietra di Bismantova: "éperon" rocheux très fréquenté par les touristes.
- l’église de Campiliola – dans la localité de Campiliola, sur la Pietra di Bismantova depuis le XIIe ou le XIIe siècle,
- l’ église de Santa Maria Assunta – localité de  Felina, déjà connue en 870,
- l’ église de Sant'Apollinare – localité de Ginepreto, de 1229.
- le château de Castelnovo – localité de Monte castello, "Castrum novum" construit par les Canossa,
- le Salame di Felina – localité de Felina, ruines d’un château du haut Moyen Âge et la tour qui sert de point de vue sur le paysage.
- le Palazzo Ferrari – localité de Gombio,
- le Palazzo Gatti – localité de Gatta, antique palais des Gatti du XVIIIe siècle.
- le Monument aux morts – localité de Sparavalle.
- l’ Obélisque de Castelnovo – localité de Monte Bagnolo, monument aux morts de 1914-18.

## Administration
| Période                                  | Période  | Identité          | Étiquette     | Qualité |
| ---------------------------------------- | -------- | ----------------- | ------------- | ------- |
| 14 juin 2004                             | En cours | Gian Luca Marconi | Liste civique |         |
| Les données manquantes sont à compléter. |          |                   |               |         |

### Hameaux
Bellaria, Bellessere, Berzana, Bondolo, Bora del Musso, Burano, Ca' del Cavo, Ca' del Grosso, Ca' di Magnano, Ca' di Scatola, Campolungo, Capanna, Ca' Pavoni, Carnola, Casa della Carità, Casale, Case di Sopra, Case Perizzi, Casino, Castagnedolo, Cerreto, Chiesa, Cinqueterre, Colombaia, Costa de' Grassi, Croce, Eremo Bismantova, Fariolo, Felina, Felinamata, Frascaro, Garfagnolo, Gatta, Gombio, Maro, Monchio, Monchio di Villaberza, Monte Castagneto, Monteduro, Monticello, Mozzola, Noce, Parisola, Pietrebianche, Pioppella, Pregheffio, Quarqua, Regnola, Rio, Rivolvecchio, Roncadelli, Ronchi, Roncroffio, Schiezza, Soraggio, Terminaccio, Vezzolo, Vigolo, Virola, Vologno di Sotto, Zugognago

### Communes limitrophes
Carpineti (10 km), Casina (11 km), Canossa (18 km), Ventasso (10 km), Vetto (8 km), Villa Minozzo (9 km)

### Évolution démographique
Habitants recensés

### Ethnies et minorités étrangères
Selon les données de l’Institut national de statistique (ISTAT) au 1er janvier 2011 la population étrangère résidente et déclarée était de 1 160 personnes, soit 10,8 % de la population résidente.
Les nationalités majoritairement représentatives étaient :
| Pos. | Pays     | Population |
| ---- | -------- | ---------- |
| 1    | Albanie  | 395        |
| 2    | Maroc    | 298        |
| 3    | Roumanie | 111        |
| 4    | Ukraine  | 87         |
| 5    | Serbie   | 53         |

## Jumelages
- Voreppe (France)
- Fivizzano (Italie)
- Illingen (Bade-Wurtemberg) (Allemagne)

## Personnalités liées à Castelnovo ne' Monti
- Paolo Casoli - ex motocycliste, vainqueur au championnat du monde de Supersport en 1997.
- Antonio Peretti - (1815- 1858) Littéraire et poète,
- Sergio Pignedoli (1910 - 1980) – Cardinal de l’église romaine,
- Giuliano Razzoli – skieur, champion olympique de slalom spécial,
- Giovanni Lindo Ferretti – chanteur et écrivain,
- Massimo Zamboni – musicien et écrivain,
- Paolo Tramezzani – footballeur.

## Fêtes et évènements
- juin/juillet - Rallye de l'Apennin
- juillet:
  - Festival des cités Slow, (Felina)
  - Trophée de tir
  - Meeting national d’athlétisme sur piste
  - Mountain bike night
  - Concours de chien d’arrêt "Alessandro Silvetti"
  - Concentration de motos anciennes
  - Fête nationale, Association des amis du Fojonco
  - Fête du battage Batdura di Burtela, à Costa de' Grassi
  - Tournoi de football
  - Berzana en fête
- juillet/août – Tournoi national de tennis
- août:
  - Course de petites charrettes à Felina
  - Tortellata du 15 août à Campolungo (gastronomie)
  - Nuis rose au centre de Castelnovo ne' Monti
  - Fête de Santa Maria Assunta à Felina
- septembre – Sacre de San Michele

## Économie
Castelnovo ne' Monti est depuis des siècles le plus important centre pour les activités économiques de la montagne reggiane grâce à sa position centrale entre les voies de communication qui relient la plaine du Pô à la Toscane et aux territoires montagneux des provinces de Modène et Parme.
L'économie se base particulièrement sur l’élevage bovin pour la production du Parmigiano Reggiano.
L'industrie compte de petites et moyennes entreprises : réfrigération, céramique, matériaux pour parc de jeux et jardin public, appareillage électrique et électronique, fonderie de bronze (cloches).
Le tertiaire est développé autour de 60 enseignes de vente au détail et quelques supermarchés.
Le chef-lieu a une vocation touristique comme lieu de villégiature de premier plan dans le contexte régional, surtout en période estivale.

## Galerie de photos

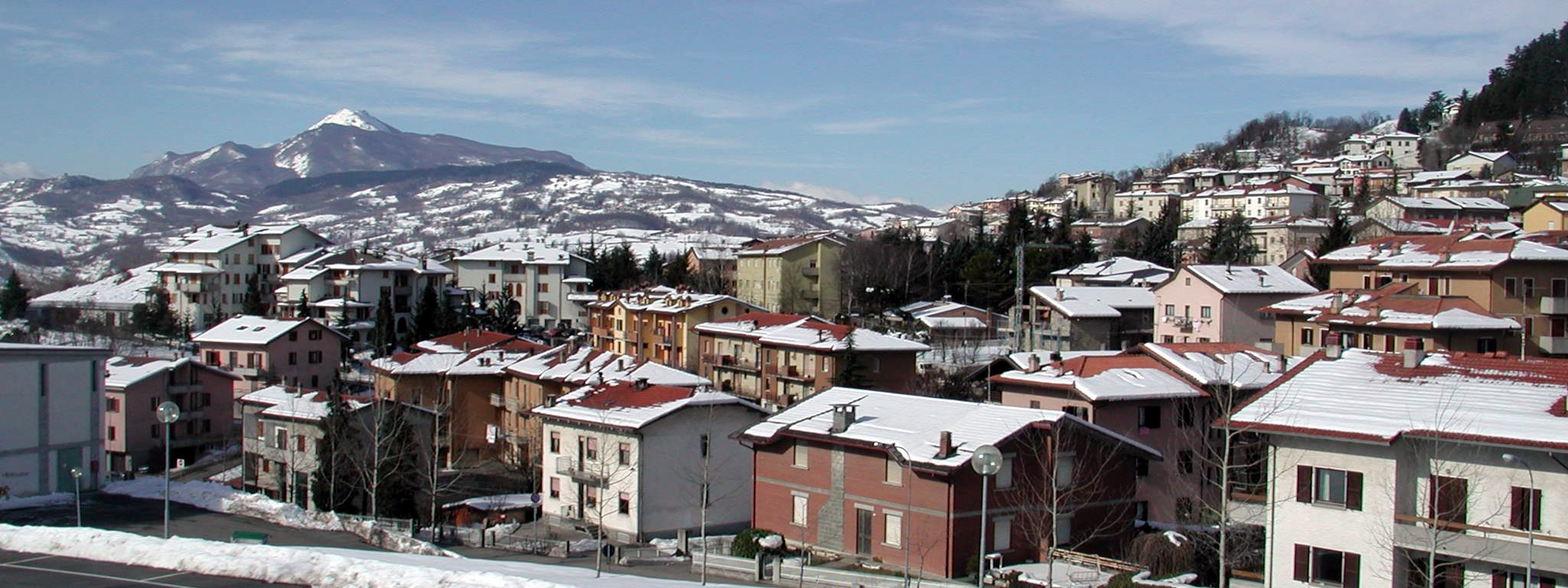
Le pays et le mont Ventasso
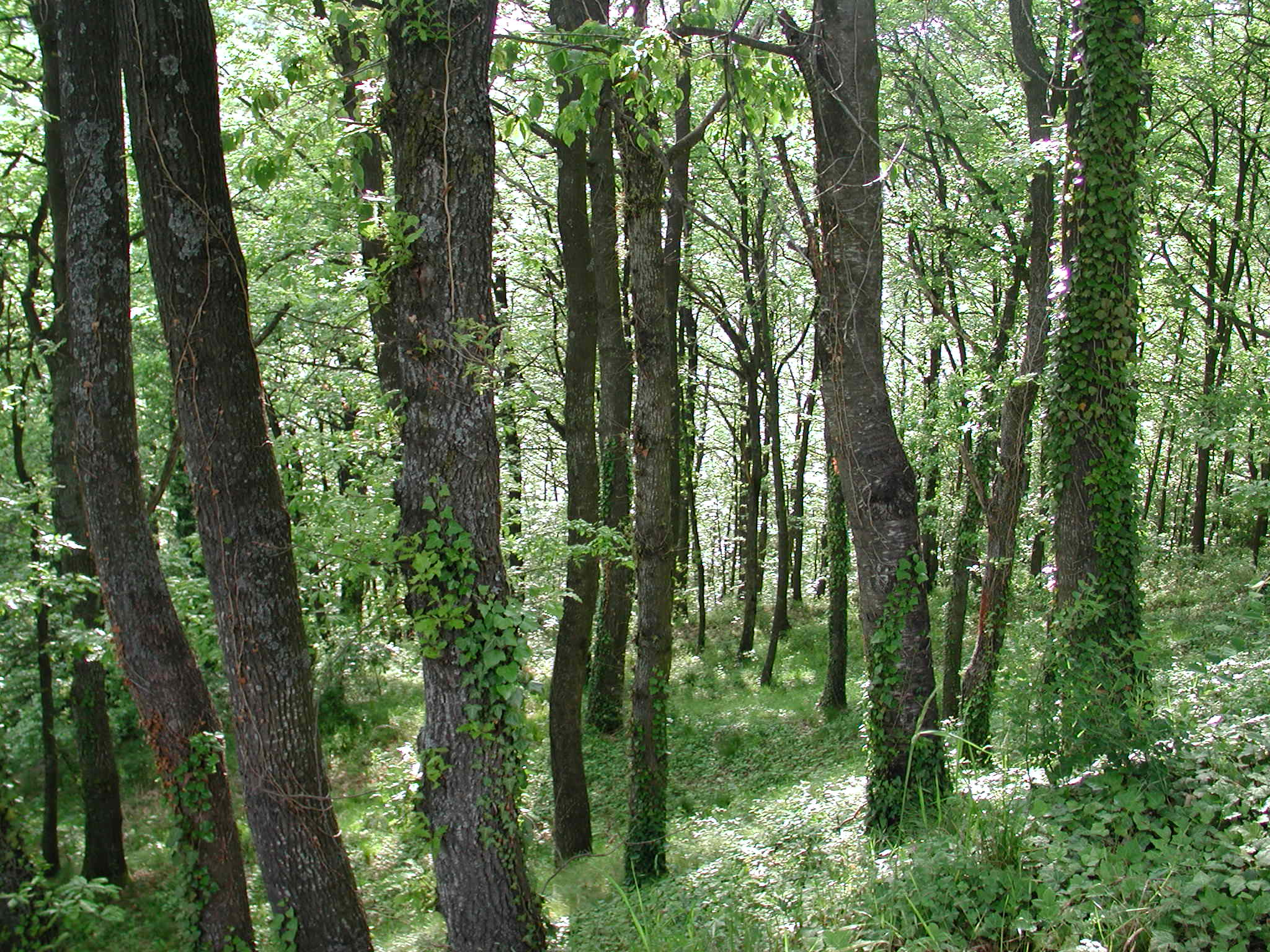
Un chêne typique de la moyenne montagne
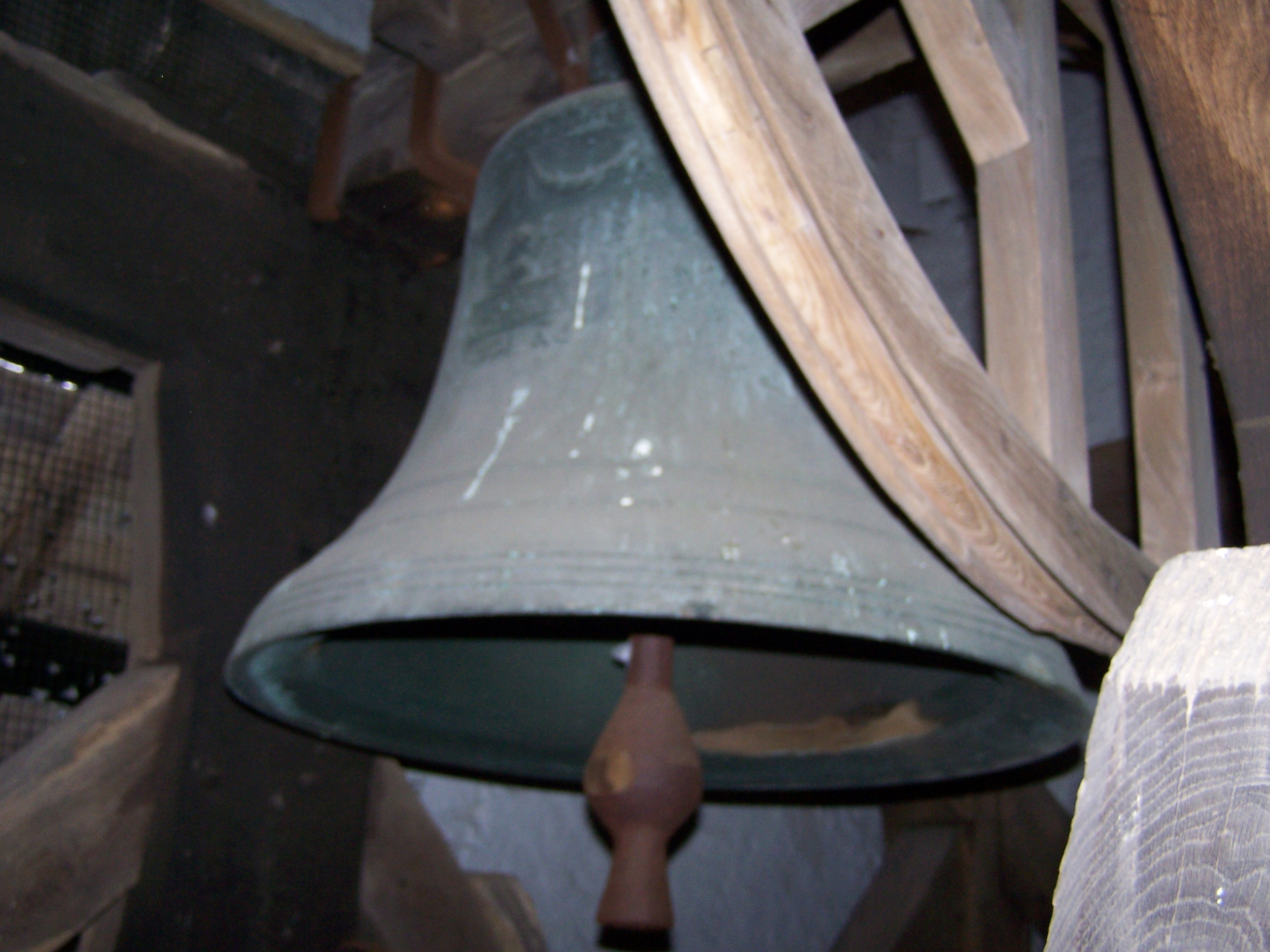
La fonderie de cloche de bronze

## Sources
- (it) Cet article est partiellement ou en totalité issu de l’article de Wikipédia en italien intitulé « Castelnovo ne' Monti » (voir la liste des auteurs).

## Note
1. ↑  (it) Popolazione residente e bilancio demografico sur le site de l'ISTAT.